# 宮古島航空通信施設

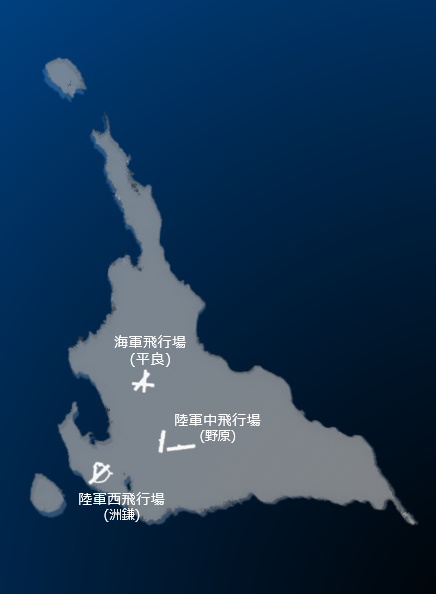
旧日本陸軍は宮古島の野原周辺に中飛行場を建設した。

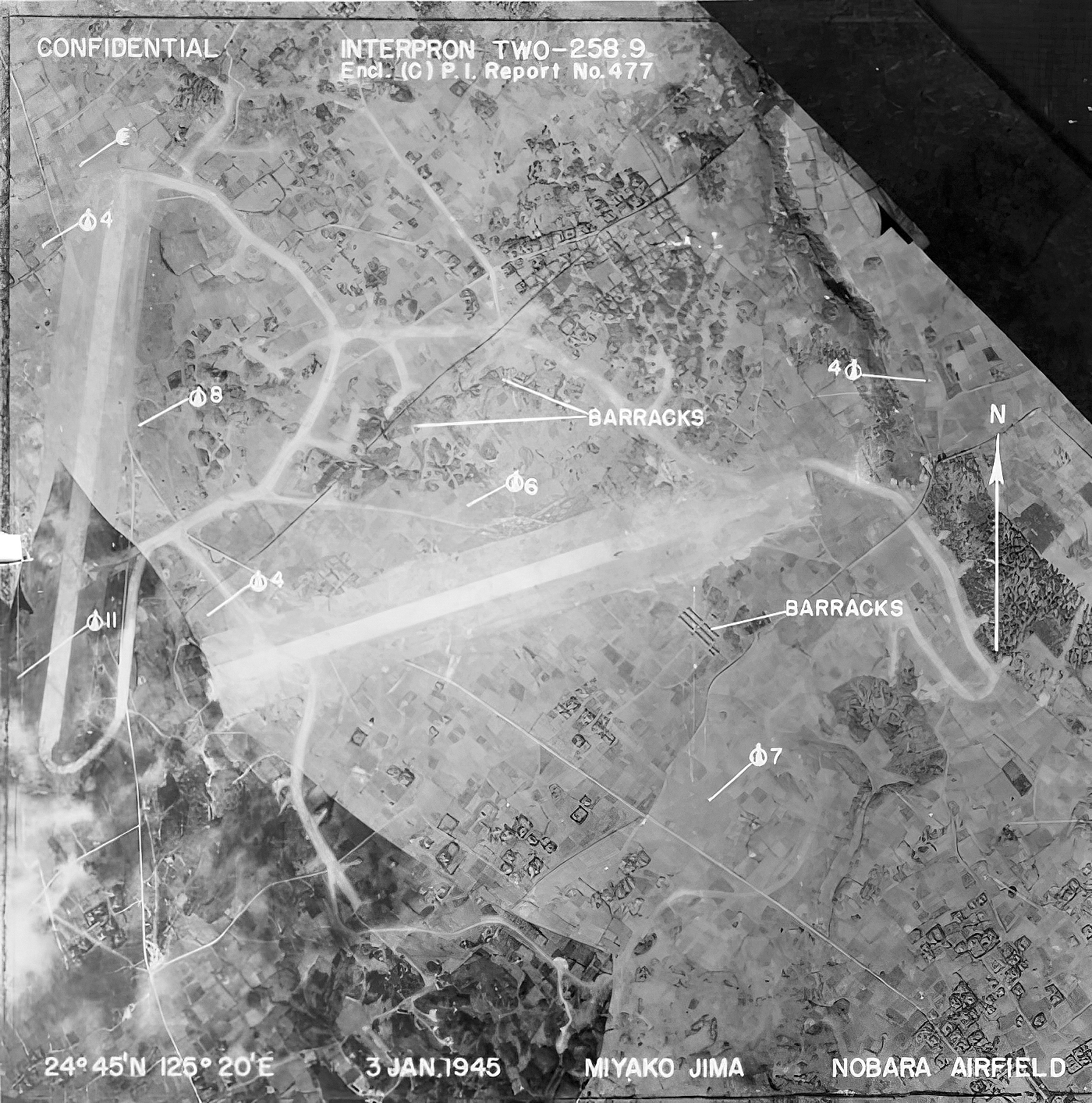
沖縄戦に先駆け1945年1月3日に作成された連合軍による野原飛行場の解析（英国海軍研究所蔵）

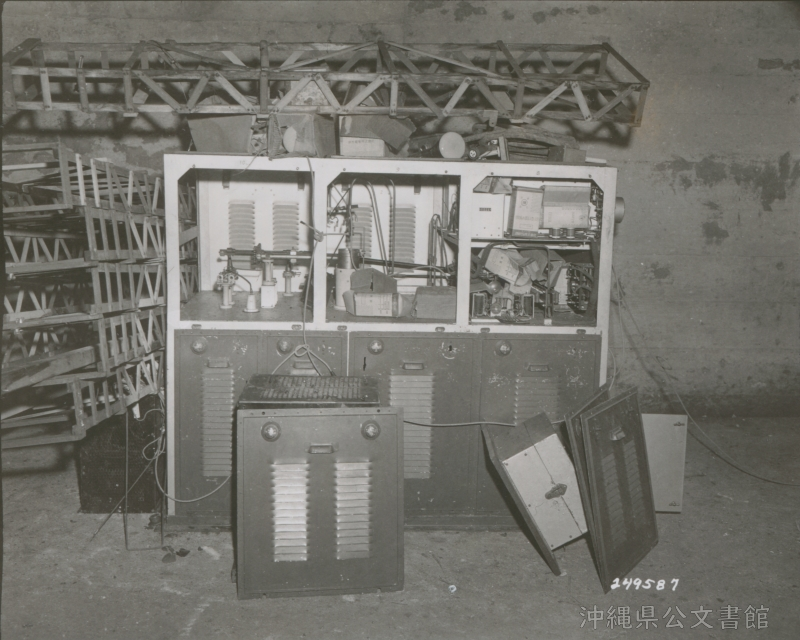
1945年10月3日にアメリカ陸軍によって記録された電波探知機壕の「B型受信機」（沖縄県公文書館所蔵）

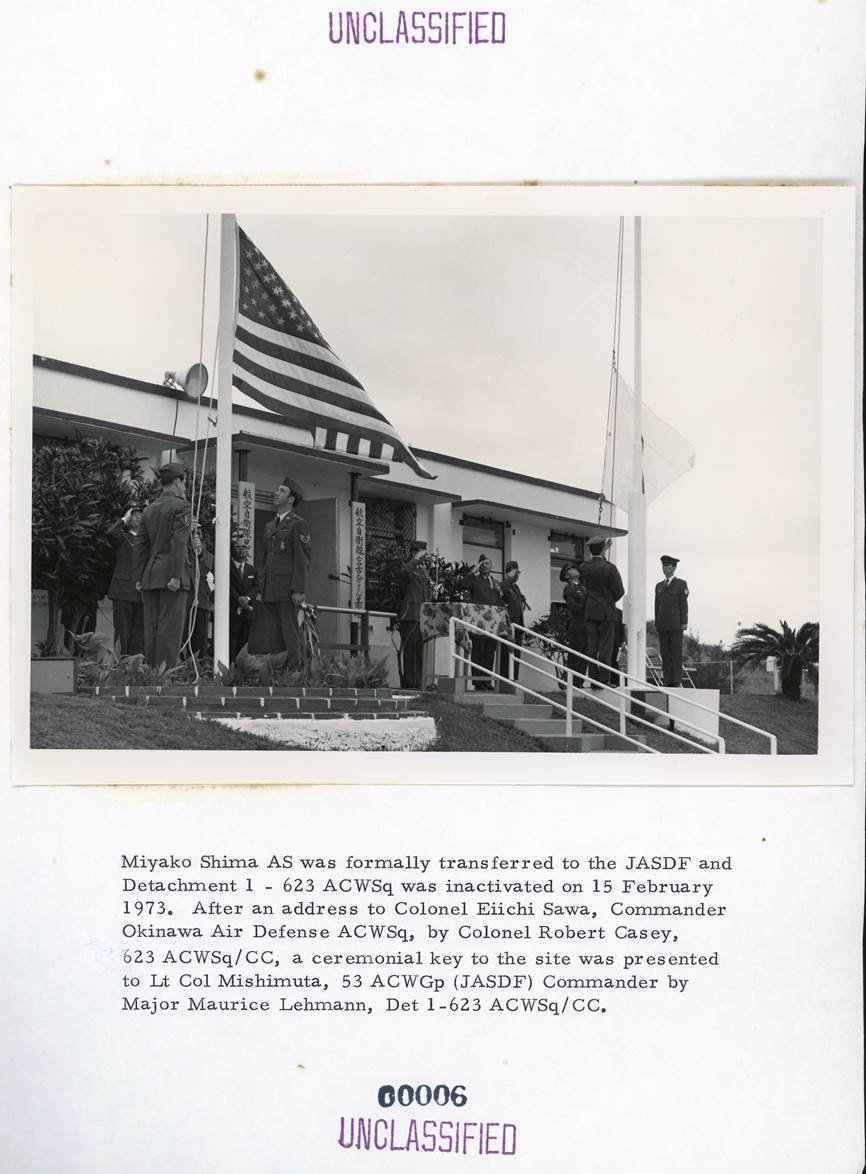
宮古島航空通信施設の返還式 (1973年)

航空自衛隊宮古島分屯基地

宮古島航空通信施設（みやこじまこうくうつうしんしせつ、英語: Miyako Jima Air Station）は、沖縄県宮古島市野原にあったアメリカ軍基地。旧日本陸軍の宮古中飛行場（野原飛行場）の司令部と電波探知機壕があった野原岳頂上付近に建設された。1974年に返還され、航空自衛隊宮古分屯基地となった。

## 概要
同施設は沖縄返還協定において宮古島航空通信施設（英語: Miyako Jima Air Station）と宮古島NDB施設（英語: Miyako Jima NBD site）を統合し「宮古島航空通信施設」としたものである。同施設は宮古島のほぼ中央部に当たる野原岳の頂上付近にあり、平良市と上野村の境界地域に位置している。
- 名称: 宮古島航空通信施設（Miyako Jima Air Station）
- 場所: 上野村字野原、平良市字下里、字西里
- 面積: 200,000㎡ [2]

1945年、旧日本陸軍宮古中飛行場（野原飛行場）跡地を占領し、接収する。 
1950年、レーダー等の通信施設が建設され、那覇航空基地（英語: Naha Air Base）に本部を置く航空機、警戒管制飛行隊の第1分遣隊の防空レーダー基地として使用。
1971年6月30日、約 98,000 ㎡を返還。一部は家畜競り市場、家畜センターに、また航空自衛隊宮古分屯基地となる。 
1972年5月15日、沖縄返還協定了解覚書A表に基づき、日本政府が「宮古島航空通信施設」としてアメリカ軍に提供開始（使用主目的：航空警戒管制 サイト）。11月24日、約500㎡を返還。 
1973年2月15日、残りの平良市12,000㎡、上野村89,000㎡を全返還。同じく宮古分屯基地に移管される。
1971年から1973年にかけての宮古島航空通信施設の返還面積は上野村183㎡、平良市17㎡の計200,000㎡となる。そのうち131,000㎡は自衛隊宮古分屯基地に移管された。

## 歴史

### 日本陸軍宮古中飛行場
日本軍は宮古島に3か所の飛行場を建設した。宮古島の中央部分に建設された陸軍宮古中飛行場（野原飛行場）は野原岳（標高108m）の頂上付近にコンクリート造の電波探知機壕を2基構築し、野戦乙警戒機を設置した。返還後は航空自衛隊宮古分屯地内にあり、資材置き場としても利用されている。
1943年、土地の強制接収（115ヘクタール）が始まる。
1944年5月、日本陸軍が野原飛行場の建設に着工し、10月には完成。
1945年1月3日、アイスバーグ作戦で連合軍が沖縄戦に先駆け、野原飛行場の空中写真解析を行う。

### アメリカ軍宮古島航空通信施設
1945年、沖縄戦でアメリカ軍は日本軍の予測に反して先島諸島を素通りし、慶良間諸島と沖縄島に上陸した。宮古島と石垣島を含む先島諸島への攻撃はイギリス海軍太平洋艦隊が主導し、宮古島は連続して激しい空爆をうけた。9月24日頃、アメリカ陸軍が宮古島に上陸し、10月3日には日本軍のレーダー基地の破壊が行われる。
1950年3月15日、台風リビーで大きな損害を受けた在沖縄アメリカ軍の航空指揮と管制のシステムを刷新すべく、嘉手納基地を拠点にした防空管制が発足、八重岳と宮古島に早期警報サイトを設置し、第623航空管制中隊が運営を担う。

### 航空自衛隊宮古分屯基地
1973年2月15日、沖縄返還協定了解覚書B表C表に基づき、アメリカ軍宮古島航空基地が航空自衛隊に移管される。アメリカ軍の防空警戒管制を引き継ぎ、同分屯基地に駐屯する第53警戒群は、与座分屯地（第56警戒群）をキー局とし、久米島、知念、沖之永良部のレーダー基地とリンクした管制を担っている。

## 宮古島の米軍基地
宮古島におけるアメリカ軍基地の返還面積は42.0ヘクタールで、沖縄県におけるアメリカ軍の全返還面積の0.4パーセントを占めている。最も面積の大きな宮古島航空通信施設は航空自衛隊宮古島分屯基地に移管され、また宮古島ボルタック施設は航空通信施設に、宮古ロランＡ送信所は海上保安庁ロラン局に移管された。
|         | 宮古島の米軍基地     |                               |
| FAC6286 | 宮古島ボルタック施設 | B表: 運輸省へ移管（宮古空港） |
| FAC6287 | 宮古島航空通信施設   | C表: 航空自衛隊宮古分屯基地   |
| C表     | 宮古島ロランA送信所  | 海上保安庁へ移管              |